# Photedes airae
Photedes airae är en fjärilsart som beskrevs av Freyer 1836. Photedes airae ingår i släktet Photedes och familjen nattflyn. Inga underarter finns listade i Catalogue of Life.